# Olivedal
Olivedal – även Vegastan lokalt – är en stadsdel och ett primärområde i stadsområde Centrum i Göteborgs kommun. Stadsdelen har en areal på 38 hektar.

## Namnet

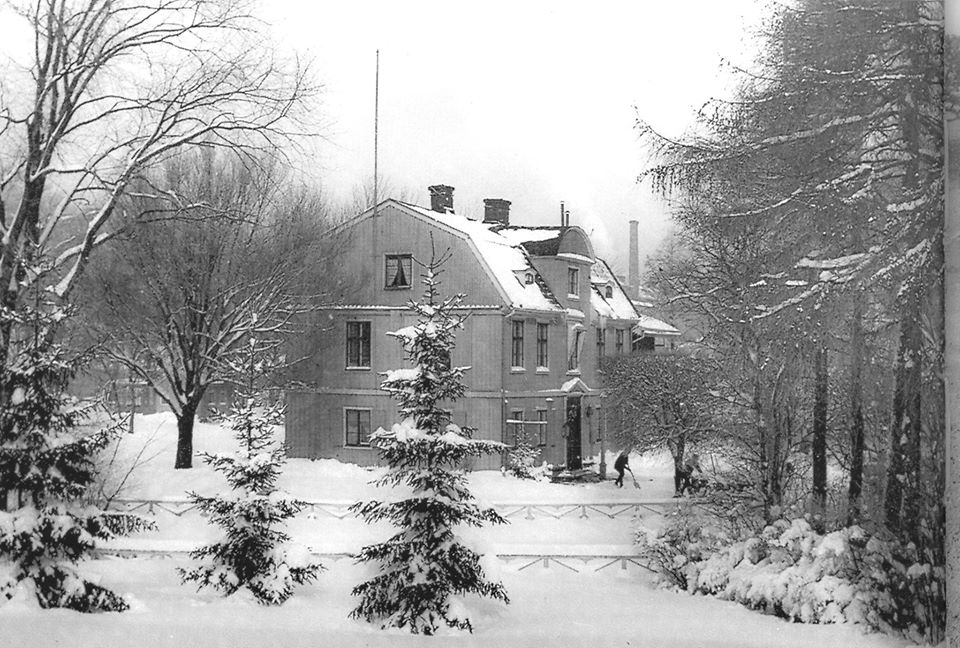
Olivedals herrgård.

Olivedal är uppkallad efter herrgården Olivedal som låg cirka 170 meter nordväst om Linnéplatsen ungefär vid Olivedalsgatan 20. Olivedahl är känt sedan 1813, namngivet efter Olivia Melin (1803-1881), dotter till Olof Melin (1764-1834) i dennes första giftermål med Elisabeth Stockman (1773-1815). I samband med utläggandet av Rosengatan från Linnégatan till Vegagatan bebyggdes egendomen Olivedals sista grönytor. Herrgårdens huvudbyggnad flyttades och återuppfördes 1930 vid Stora Härsjön i Lerums kommun, där den totalförstördes i en eldsvåda den 22 mars 1944.
Kråkestan var förr ett smeknamn på stadsdelen Olivedal. Det var den idylliska lantgården Olivedal, som på sin tid låg nära Slottsskogens grindar, som var ursprung till namnet. Där fanns så många skräniga kråkor och kajor att Slottsskogens parkvaktare ofta kunde tjäna extra pengar på att skjuta kråkfåglar åt Olivedals innehavare. Även efter att hela egendomen bebyggts med stenhus levde i folkmun smeknamnet Kråkestan kvar till fram på 1940-talet.

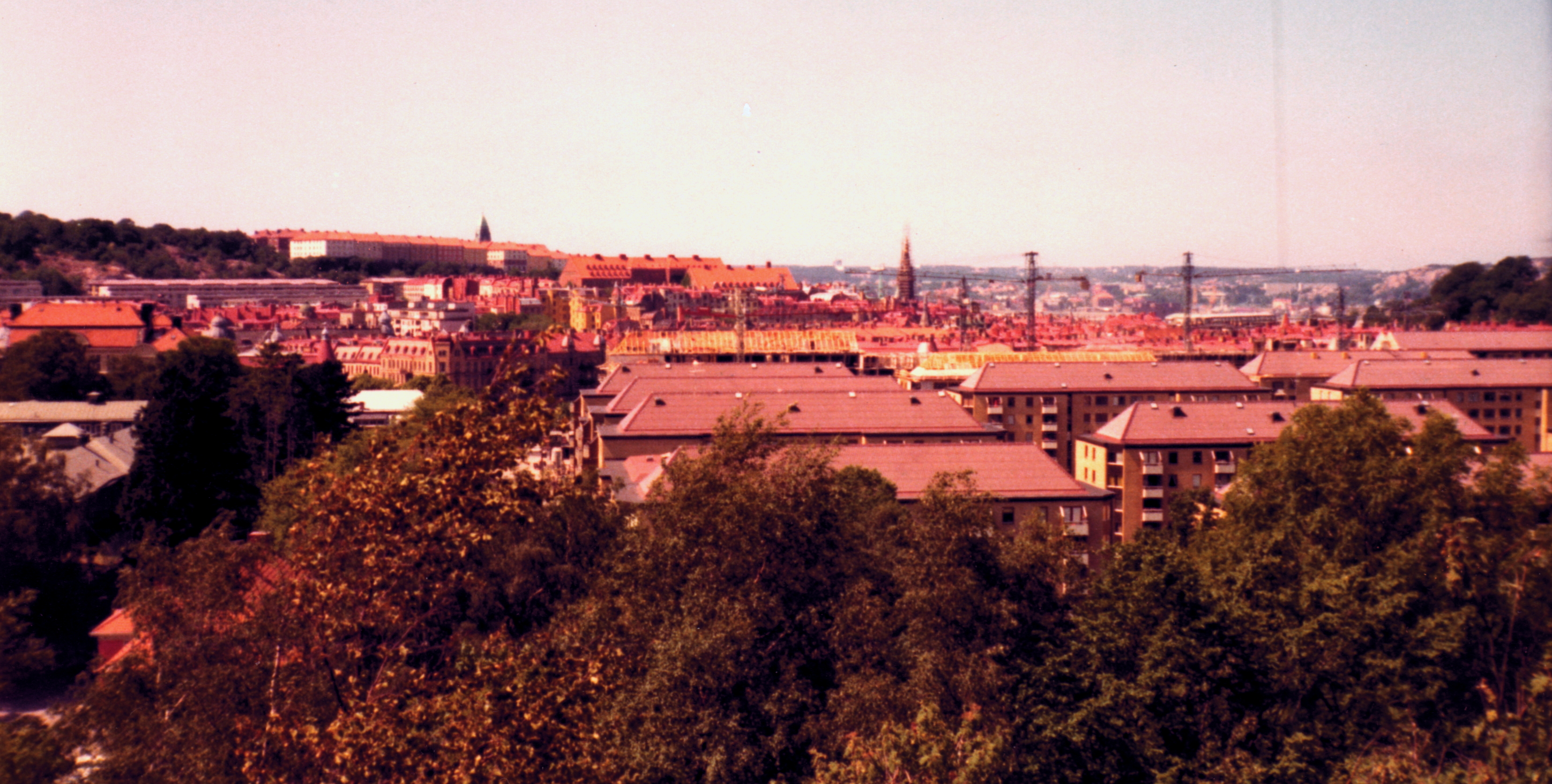
Olivedal, från berg vid Lövskogsgatan, ca 1971

## Stadsdelen
Olivedal, med stadsdelsnummer 14 införlivades från Örgryte landskommun med Göteborg 1868 som del av Majorna. Olivedal omges av stadsdelarna; nr 12 Masthugget i norr (gräns längs Plantagegatan); nr 15 Haga i öster (gräns längs Linnégatan, fram till Landsvägsgatan); nr 16 Kommendantsängen i öster (gräns från Landsvägsgatan till Linnéplatsen); nr 19 Slottsskogen i söder och sydväst (gräns från Linnéplatsen till hörnet av Paradisgatan/August Kobbsgatan); nr 13 Stigberget i väster och nordväst (gräns fram till mötet med Plantagegatan). Fram till 1920 ingick stadsdelens område i Majornas 6:e rote.
Stadsdelen mäter cirka 850 meter i nord/sydlig riktning och cirka 625 meter i öst/västlig riktning.

## Historia
Marken för Olivedal tillhörde fram till slutet av 1700-talet Älvsborgs Kungsladugård, och kallades då Liljedal. Nyttjanderätten till gården Liljedal uppläts 1791 till vågmästare Bengt Sandberg, mot att han gjorde "Etthundra sextio mans Dagsverkan" eller betalade "Otta shilling Specie uti Bancomynt" för varje dagsverke. Stadskamrer Hinric Bagger blev nästa ägare 1798. Han överlät den i sin tur till Jonas Setterberg, som gick i konkurs och gården såldes på auktion 1806. Köpmannen Olof Melin köpte gården samma år och familjen Melin behöll egendomen fram till 1890, då Göteborgs stad förvärvade området. 
År 1877 gjordes en första plan för områdets bebyggelse, som bland annat innefattade det som blev Linnégatan och Linnéplatsen. Åren 1880-1890 tillkom den första flerfamiljsbebyggelsen, landshövdingehus längs Vegagatan. De sista landshövdingehusen i området byggdes mot slutet av 1920-talet vid Jungmansgatan. Eftersom området kring Jungmans- och Johannedalsgatorna i öst-västlig riktning är mycket kuperad - med en höjdskillnad på som mest 26 meter - gav detta höga stenmurar, långa trappor, och en bebyggelse i avsatser. En plan för vidare utbyggnad slogs fast 1893, och nästa större fas blev 1895-1930 med bostadshus, Viktoriaskolan (1875, första stenhuset), Oscar Fredriks kyrka samt Göteborgs Ålderdomshem (1896, revs 1963, 1970 och 1973 i etapper) vid Vegagatan vid Slottsskogen. Vidare planer för utbyggnad upprättades 1903 samt 1914, då gällande de västra och högt belägna delarna. På 1960-talet ersattes trähusbebyggelsen kring Vegagatan med nybyggnader, och från tidigt 1970-tal har ett 20-tal hus rivits och ersatts med nybyggen, främst längs Linnégatan. Kvarteren längs Linnégatan och Nordhemsgatan/Alfhemsgatan samt landshövdingehusen i väster, ingår i kommunens bevarandeprogram. Parallellt och strax bakom Olivedalsgatan fanns i slutet av 1800-talet en brant sluttning där det växte ekar. Området kallades därför Ekängen.
Innan området kring Jungmansgatan och Lilla Vegagatan bebyggdes, kallades det för "Dahlins äng" (efter köpmannen Samuel Dahlin, som i slutet av 1700-talet ägde mark i området) och här betade får. I sluttningen från Slottsskogen ner mot Jungmansgatan växte en större ekskog. En trätrappa med 140 steg mellan August Kobbsgatan och Jungmansgatan kom på plats 1931. I slutet av 1950-talet ersattes den av en trappa i sten. Omkring 1970 förnyades trappan igen.
På den östra sidan av Vegagatan fanns ursprungligen staketinhägnade förträdgårdar med planterade almar. Dessa togs successivt bort från 1910-talet och fram till på våren 1926. År 1937 breddades Vegagatan och belades med asfalt för att klara standarden för den busslinje som "Buss-Johansson" hade startat redan 1931. Landshövdingehusen vid Vegagatan, mellan Prinsgatan och Plantagegatan, revs 1981. I deras ställe uppfördes bland annat 108 lägenheter i hus som byggts av betongelement som 1984 monterats ner från höghus i Bergsjön, vilka var svåruthyrda. Husen stod klara vid årsskiftet 1985-1986.
År 1888 var endast del av Vegagatan framdragen. Då fanns kvarter III och V uppförda på var sin sida av gatan med sammanlagt 23 tomter. Utöver dessa hus, finns på en karta från 1891 ett tiotal mindre hus utspridda i norr, och i den södra delen endast egendomen Olivedal med sju byggnader. Lilla Vegagatan och Ekonomigatan är utmärkta med sin tänkta sträckning, men ännu ej bebyggda. Ekonomigatan blev till Johannedalsgatan 1904, men utgick senare efter ändring i stadsplanen.
År 1875 var taxeringsvärdet för tomt nr 107 i Majornas Sjette Rote, ägd av grosshandlare A.W. Melin i Oliviedal 42 000 riksdaler, och år 1899 hade egendomen Olivedal i 9:e kvarteret i Majornas Sjette Rote ett taxeringsvärde av 130 800 kronor.

### Vegastaden
Åren 1964–1974 byggdes cirka 1 800 lägenheter i och kring "Vegastaden", med en våningsyta på cirka 185 000 kvadratmeter samt cirka 21 000 kvadratmeter avsedda för butiker, kontor med mera. Folkmängden planerades till drygt 4 500 personer. Byggmästarkonsortiet KB Vegabyggen bildades 1959 och bestod av de fyra göteborgsbyggmästarna Walter Lundborg, Ernst Rosén, Ivar Kjellberg och Holger Blomstrand. Genom mäklaren Arne Palmblad började bolaget 1961 att köpa upp hus. Den 18 februari 1964 godkände byggnadsnämnden förslaget om en ny stadsplan, och på hösten 1964 startade rivningarna kring ålderdomshemmet. Göteborgs Bank och Göteborgs Intecknings- och Garanti AB, svarade för finansieringen. Konsortiet bildades 1959 och stadsplanearbetet påbörjades 1960.
Under cirka åtta år revs 121 landshövdingehus med över 2 400 lägenheter, från söder mot norr. Detta blev Sveriges dittills största saneringsprojekt. Det planerade, nya Vegaområdet skulle rymma 1 600 lägenheter, varav mer än hälften var 3 rum och kök eller större. Tjugotre grå betonghus ersatte landshövdingehusen. Vegabyggen stod för 1 700 av lägenheterna i projektet Nordostpassagen ritade av Lund & Valentin arkitekter. 100 lägenheter uppfördes 1972-1973 av Göteborgs stads bostadsaktiebolag i det sydligaste kvarteret, väster om Jungmansgatan. Bebyggelsen består främst av lamellhus i 5-6 våningar, och lägenheterna från ettor till sex rum och kök. En formell invigning av området skedde i maj 1970. Satsningen hade då kostat cirka 200 miljoner kronor. Att bygget kom igång över huvud taget och kunde genomföras med relativt lite eget kapital hos byggmästarna, ska ses mot bakgrund av det socialdemokratiska Miljonprogrammet samt omdaningen av pensionssystemet med ATP. SPP kom därför att stå som garant för byggkapitalet. En större upprustning av lekplatser, grönytor med mera blev klar 1991.

## Linnégatan
Linnégatan är döpt efter Carl von Linné som besökte Göteborg år 1746, namnet blev officiellt fastställt 1882. Stadsdelen domineras av Linnégatan, ett brett stråk som går längs stadsdelens hela östra gräns, från Plantagegatan i norr till Linnéplatsen i söder, en sträcka på cirka 650 meter. Husen längs gatan är ovanligt höga för Göteborg, vilket gör att gatan inte upplevs som bred. Många av husen längs gatan är från början av 1900-talet men flera av de gamla husen revs i början av 1980-talet och ersattes av postmoderna hus av samma storlek, med viss inspiration av de gamla husen. I samband med inflyttningen i de nya husen så blommade nöjeslivet upp på Linnégatan. Gatan är nu känd för sina många restauranger och kaféer. De tidigare förträdgårdarna används nu till stora uteserveringar, vissa av dem permanenta.
Där Linnégatan dragits fram rann tidigare en bäck som hette Djupedalsbäcken eller Frigångsbäcken, på grund av en nivåskillnad på 12 meter mellan Linnégatan och Järntorget. Bäcken är kulverterad sedan 1950-talet.

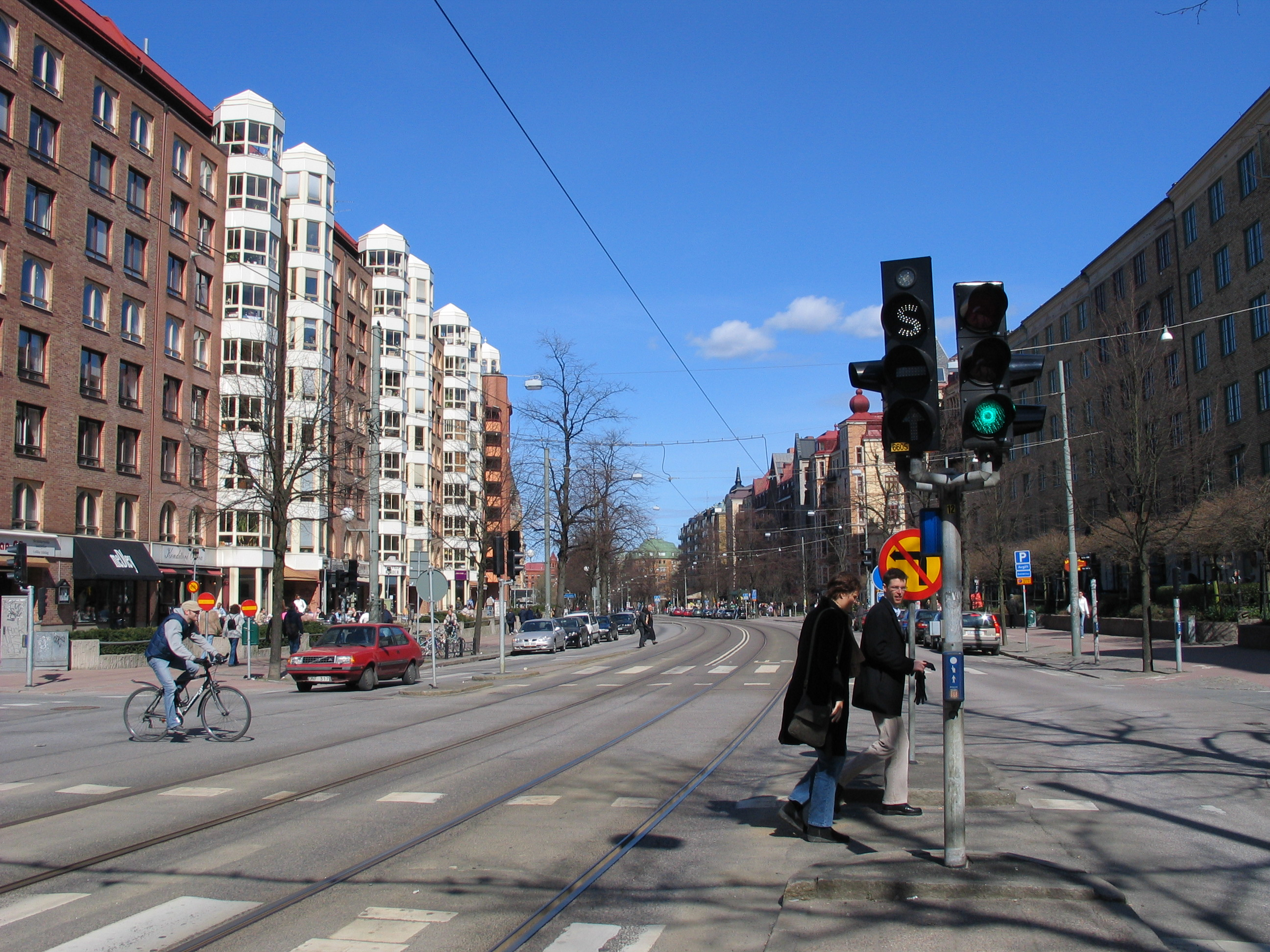
Linnegatan en tidig vårdag 2004. Husen till vänster med de vita tornutbyggnaderna är representativt för 1980-talets nybyggen längs gatan. Tornutbyggnaderna är inspirerade av de sekelskifteshus som föregick nybyggnaderna.

Vid Prinsgatan, några hundra meter söder om Järntorget, ligger den före detta Viktoriaskolan (uppförd 1875-1877). I huset finns många föreningar samlade, hjärtat i verksamhen är Hagabion som drivs av Folkets bio och Hagabions café.

## Vegastaden
I södra delen av stadsdelen Olivedal ligger Vegastaden, i dalen mellan Masthuggsbergen och Olivedalsbergen. Vegastaden eller Vegastan avgränsas av: från Linnéplatsen längs Linnégatan till Plantagegatan, upp förbi Oscar Fredrikskyrka till Jungmansgatan, Jungmansgatan fram till Vegagatan och sedan Rosengatan ner till Linnéplatsen igen. Vegagatan - och därmed Vegastaden - fick sitt namn 1886 efter skeppet Vega som användes av Adolf Erik Nordenskiöld 1878-80 för att upptäcka Nordostpassagen.
Lilla Vegagatan fick sitt namn 1890 och började i August Kobbsgatan och slutade i Vegagatan. När det nya Olivedal uppfördes, försvann Lilla Vegagatan 1965. Förträdgårdarna vid Lilla Vegagatans västra del (i kvarteret 27 Spejaren) togs bort 1928, då trottoarerna breddades.
Mellan Stora och Lilla Vegagatorna fanns ett spännande tillhåll för ungdomar, "Påskelleberget", där påskeldarna tändes varje år. Vid Plantagegatan låg en handelsträdgård och vid Lilla Vegagatan fanns Nymanssons lada och Stenkrossen. Där Jungmansgatan är framdragen, låg Dalins äng och i hörnet av August Kobbs och Jungmansgatan låg en smedja vid en damm.

## Tillverkning av superfosfat
De första försöken i Sverige med framställning av handelsgödselmedlet superfosfat gjordes på Corps de logiet till Olivedals landeri i november 1856. Det var grosshandlare Carl Fredrik Wærn, vars morbroder A.W. Melin innehade landeriet, som hade kommit i kontakt med den tyske agrikulturkemisten Justus von Liebigs lärjunge, J.A. Stöckhardt och kommit fram till att "sur fosforsur kalk" ansågs lämpligare till rovor och potatis än guano. Wærn hade på 1840-talet ordnat med import av guano för att därmed "fruktbargöra den av naturen ganska magra jordmånen på Dal." Om själva försöken skriver Melin i en räkenskapsbok: "Det stora dyngkoket på Olivedal i fredags gick bra, och att döma efter den gamla satsen: 'Was stinkt, das düngt' så voro preparaten särdeles mustiga och goda." Läraren i kemi vid Chalmers, C.F. Tranberg, var behjälplig vid de första försöken. Han hade även varit kemilärare vid Nonnens banbrytande lantbruksskola vid Degeberg. På sommaren 1857 igångsattes produktionen vid Klippan, och pågick där fram till 1874.

## Nyckeltal för primärområdet

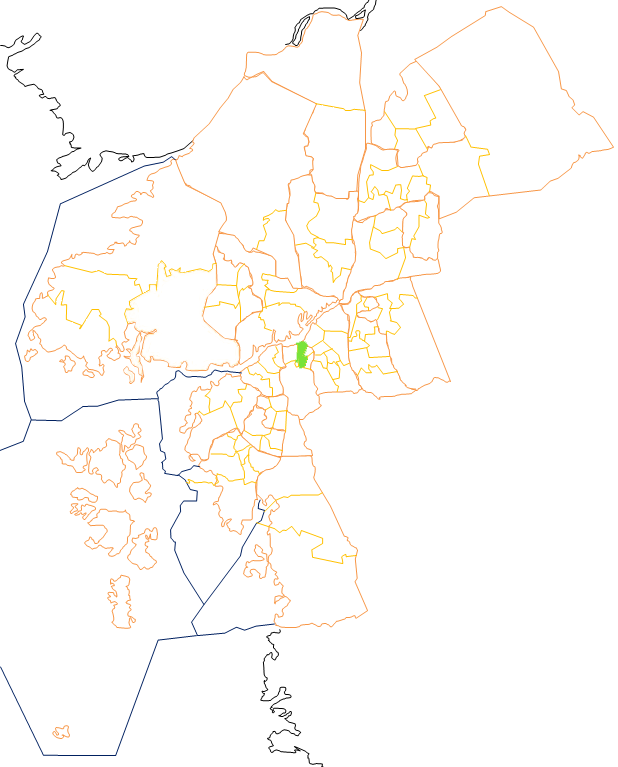
Olivedal

Primärområdet Olivedal sträcker sig ända ner till hamnen, förbi Järntorget och Långgatorna. Dessa nordliga delar har tidigare betraktats som en del av Masthugget och Pustervik. I gengäld hör stora delar av det som varit stadsdelen Olivedal nu förts till primärområdet Masthugget. I kommunens indelning av stadsdelar utgörs Olivedal av områdena söder om Fjällgatan och Plantagegatan, väster om Linnégatan, norr om Slottsskogens norra gräns och öster om Paradisgatan.
Nyckeltalen redovisar statistik som beskriver Göteborg och dess 96 delområden, primärområden, per den 31 december och kan användas för att jämföra de olika områdena. Nedan redovisas uppgifter för primärområdet och jämförelse görs mot uppgifterna för hela kommunen.
|                                                           | Olivedal   | Hela Göteborg |
| --------------------------------------------------------- | ---------- | ------------- |
| Folkmängd                                                 | 11 106     | 587 549       |
| Befolkningsförändring 2020–2021                           | -105       | +4 493        |
| Andel födda i utlandet                                    | 16,2 %     | 28,3 %        |
| Andel utrikes födda eller med två utrikes födda föräldrar | 20,4 %     | 38,1 %        |
| Medelinkomst                                              | 413 100 kr | 332 400 kr    |
| Arbetslöshet                                              | 3,4 %      | 6,6 %         |
| Antal ersatta dagar från F-kassan per person (16-64 år)   | 12,8       | 19,5          |
| Andel med eftergymnasial utbildning (minst 3 år)          | 53,4 %     | 37,9 %        |
| Andel bostäder före 1941                                  | 54,4 %     |               |
| Andel bostäder i allmännyttan                             | 2,2 %      | 25,9 %        |
| Antal färdigställda bostäder 2021                         | 0          |               |
| Andel bostäder i småhus                                   | 0,1 %      | 18,3 %        |

## Stadsområdes- och stadsdelsnämndstillhörighet
Primärområdet tillhörde fram till årsskiftet 2020/2021 stadsdelsnämndsområdet Majorna-Linné och ingår sedan den 1 januari 2021 i stadsområde Centrum.

## Byggnadskvarter
- Kvarter 1 Plantaget
- Kvarter 2 Dahlins äng
- Kvarter 3 Hejderidaren
- Kvarter 4 Nordhem
- Kvarter 5 Johannedal
- Kvarter 6 Fridhem
- Kvarter 7 Smugglaren
- Kvarter 8 Vega
- Kvarter 9 Alfhem
- Kvarter 10 Malmgården
- Kvarter 11 Bäckebron
- Kvarter 12 Landeriet
- Kvarter 13 Bergfästet
- Kvarter 14 Bergslänten
- Kvarter 15 Djupedalen
- Kvarter 16 Kråkstaden
- Kvarter 17 Tabernaklet
- Kvarter 18 Labyrinten
- Kvarter 19 Palermo
- Kvarter 20 Normandiet
- Kvarter 21 Nybygget
- Kvarter 22 Sofieberg
- Kvarter 23 Flaggspelet
- Kvarter 24 Hägringen
- Kvarter 25 Triangeln
- Kvarter 26 Stupet
- Kvarter 27 Spejaren
- Kvarter 28 Horisonten
- Kvarter 29 Solståndet
- Kvarter 30 Utsikten
- Kvarter 31 Paradiset
- Kvarter 32 Lustgården
- Kvarter 33 Hultet

## Bevarandeprogram

### Östra delen
- Värdefulla miljöer 1985
- Bevaringsprogram 1987
- Förslag till skydd enl KML 3 kap. Byggnadsminnen: kv 10:4-5 (Linnéplatsen 1-2) och Nordhemsskolan.
- Skydd enligt Kulturminneslagen 4 kap. Kyrkliga kulturminnen: Oscar Fredriks kyrka.

### Västra delen
- Värdefulla miljöer 1985
- Skydd enl KML 3 kap. Byggnadsminnet: "Sjömannasällskapets hus", kvarter 32, Sjömansgatan 5-7.